# Sphenoptera cowlandi
Sphenoptera cowlandi es una especie de escarabajo del género Sphenoptera, familia Buprestidae. Fue descrita científicamente por Théry en 1930.

## Distribución
Habita en la región paleártica.